# Estádio Municipal do Porto Novo
L'estadi Municipal de Porto Novo és un camp de futbol de la ciutat de Porto Novo en l'illa de Santo Antão de Cap Verd. És un estadi de gespa artificial construïda l'any 2009, en ell es disputen els partits dels equips del municipi de Porto Novo. Al setembre de 2014 es va canviar la gespa artificial, ja que l'existent es trobava molt deteriorat.